# Darinka Petrović Njegoš
Darinka Petrović Njegoš (Trst, 1838. — Venecija, 1892.) supruga crnogorskog kneza Danila Petrovića.
Darinka Petrović, djevojačko prezime Kvekić, potječe iz ugledne srpske trgovačke obitelji iz Trsta.
Za Danila I., crnogorskog vladara, udala se 1855. godine i s njim imala kćer Olgu.
Nakon ubojstva Danila I. 1860. živjela je izvan crnogorske kneževine.